# Daniela Hoffmann
Daniela Hoffmann (* 3. April 1963 in Ost-Berlin) ist eine deutsche Schauspielerin, Synchronsprecherin sowie Hörspiel- und Hörbuchsprecherin.

## Leben
Daniela Hoffmann wurde an der Theaterhochschule „Hans Otto“ in Leipzig und an der Schauspielschule in Berlin ausgebildet. Ihre erste Filmrolle hatte sie 1982 im DEFA-Musical Zille und ick in der Hauptrolle der Henriette „Jette“ Kramer. 1985 spielte sie im DEFA-Spielfilm Ete und Ali an der Seite von Jörg Schüttauf die Rolle der Marita. In den folgenden Jahren trat sie sowohl in Kinofilmen als auch in Fernsehproduktionen wie Polizeiruf 110 auf. 1989 verließ sie die DDR.
Beruflich tritt sie in erster Linie im Fernsehen auf, spielte Hauptrollen sowohl im öffentlich-rechtlichen Fernsehen (Dr. Sommerfeld – Neues vom Bülowbogen, Neues vom Süderhof, Die Hollies und Happy Birthday; auch wieder Polizeiruf 110) als auch bei den Privaten (Schizo). Wichtig ist für Hoffmann auch die Theaterarbeit. Sie trat schon an so renommierten Berliner Bühnen wie dem Berliner Ensemble, dem Metropol-Theater, dem Maxim-Gorki-Theater und der Tribüne auf.
Bekannt ist aber vor allem ihre Stimme. Seit 1984 leiht Daniela Hoffmann ihre Stimme als Synchronsprecherin unter anderem Julia Roberts, Jamie Lee Curtis, der Ally-McBeal-Darstellerin Calista Flockhart und Ellie in Ice Age 2, Ice Age 3, Ice Age 4 und Ice Age 5. Auch in Werbespots ist sie häufig zu hören (Sheba, Deutsche Bank, Jade und anderes), ebenso beispielsweise bei Durchsagen am Flughafen Köln/Bonn. Außerdem ist Daniela Hoffmann die Sprecherin der Hörbücher von Diana Gabaldons Highland-Saga. Darüber hinaus ist sie auch der weibliche Teil der Station-Voice von Radio Paradiso und Klassik Radio, vom Disney Channel und von Sat.1 Gold. Außerdem spricht Daniela Hoffmann den Podcast von Gala werktags. Auch in Computerspielen leiht sie verschiedenen Charakteren ihre Stimme, beispielsweise in The Moment of Silence oder The Book of Unwritten Tales.
Daniela Hoffmann lebt in Bergfelde.

## Filmografie (Auswahl)

### Als Schauspielerin
- 1979: Marta, Marta (Fernsehfilm)
- 1980: Unser Mann ist König (TV) – Regie: Hubert Hoelzke
- 1983–2013: Polizeiruf 110 (Fernsehreihe)
  - 1983: Es ist nicht immer Sonnenschein
  - 1987: Abschiedslied für Linda
  - 1988: Still wie die Nacht
  - 1999: Mörderkind
  - 1999: Schellekloppe
  - 2000: Totenstille
  - 2001: Bis unter die Haut
  - 2002: Grauzone
  - 2007: Gefährliches Vertrauen
  - 2013: Vor aller Augen
- 1983: Zille und ick – Regie: Werner W. Wallroth
- 1983: Einer vom Rummel – Regie: Lothar Großmann
- 1984: Ete und Ali – Regie: Peter Kahane
- 1985: Mein lieber Onkel Hans (TV) – Regie: Dagmar Wittmers
- 1986: Fahrschule – Regie: Bernhard Stephan
- 1986: Ein idealer Gatte (Studioaufzeichnung)
- 1986: Johann Strauß – Der König ohne Krone
- 1987: Berliner Pflanzen (TV) – Regie: Hans Werner
- 1988: Danke für die Blumen (TV) – Regie: Eberhard Schäfer
- 1989: Der lange Weg zu Angerer (TV) – Regie: Christa Mühl
- 1990: Abschiedsdisco – Regie: Rolf Losansky
- 1991: Pappa ante portas – Regie: Loriot
- 1991–1997: Neues vom Süderhof (TV-Serie)
- 1992: Praxis Bülowbogen (Folge:Abschiedsbriefe)
- 1996: Tatort: Krokodilwächter (Fernsehreihe)
- 1997–2001: Happy Birthday (TV-Serie)
- 1999: Klemperer – Ein Leben in Deutschland (TV) – Regie: Kai Wessel, Andreas Kleinert
- 1999: Wege in die Nacht – Regie: Andreas Kleinert
- 1999–2013: Der Landarzt (TV-Serie)
- 2001: Drei Stern Rot – Regie: Olaf Kaiser
- 2002: Unser Papa, das Genie
- 2002: Große Mädchen weinen nicht – Regie: Maria von Heland
- 2003: Befreite Zone – Regie: Norbert Baumgarten
- 2003: Kunden und andere Katastrophen
- 2004: Finanzbeamte küsst man nicht (TV)
- 2004: Mitfahrer – Jede Begegnung ist eine Chance – Regie: Nicolai Albrecht
- 2004: Männer im gefährlichen Alter
- 2005: Ein Kuckuckskind der Liebe
- 2005: Mein Vater & ich (TV) – Regie: Rolf Silber
- 2006: König der Herzen (TV) Regie: Helmut Förnbacher
- 2006–2011: Da kommt Kalle (TV-Serie)
- 2007: Du bist nicht allein – Regie: Bernd Böhlich
- 2012: In aller Freundschaft Folge 577: Grenzverletzungen
- 2014: Gute Zeiten, schlechte Zeiten (TV-Serie)
- 2016: Aktenzeichen XY … ungelöst: 11. Mai

### Als Synchronsprecherin
Für Julia Roberts
- 1990: Flatliners – Heute ist ein schöner Tag zum Sterben als Dr. Rachel Mannus
- 1990: Pretty Woman als Vivian Ward
- 1991: Entscheidung aus Liebe als Hilary O’Neil
- 1991: Der Feind in meinem Bett als Laura Burney
- 1993: Die Akte als Darby Shaw
- 1994: I Love Trouble – Nichts als Ärger als Sabrina Peterson
- 1994: Prêt–à–Porter als Anne Eisenhower
- 1995: The Power of Love als Grace King Bichon
- 1996: Alle sagen: I love you als Von Sidell
- 1996: Mary Reilly als Mary Reilly
- 1997: Fletchers Visionen als Alice Sutton
- 1997: Die Hochzeit meines besten Freundes als Julianne Potter
- 1998: Seite an Seite als Isabel Kelly
- 1999: Die Braut, die sich nicht traut als Maggie Carpenter
- 1999: Notting Hill als Anna Scott
- 2000: Erin Brockovich als Erin Brockovich
- 2001: America’s Sweethearts als Kiki Harrisson
- 2001: Mexican als Samantha Barzel
- 2001: Ocean’s Eleven als Tess Ocean
- 2002: Geständnisse – Confessions of a Dangerous Mind als Patricia Watson
- 2002: Voll Frontal als Catherine/Francesca
- 2003: Mona Lisas Lächeln als Katherine Ann Watson
- 2004: Hautnah als Anna
- 2004: Ocean’s 12 als Tess Ocean
- 2006: Schweinchen Wilbur und seine Freunde als Charlotte
- 2007: Der Krieg des Charlie Wilson als Joanne Herring
- 2009: Duplicity – Gemeinsame Geheimsache als Claire Stenwick
- 2010: Eat Pray Love als Liz Gilbert
- 2011: Larry Crowne als Mercedes Tainot
- 2012: Spieglein Spieglein – Die wirklich wahre Geschichte von Schneewittchen als Böse Königin
- 2013: Im August in Osage County als Barbara Weston
- 2014: The Normal Heart als Emma Brookner
- 2015: Vor ihren Augen als Jess
- 2016: Money Monster als Patty Fenn
- 2017: Wunder als Isabel Pullman
- 2018: Ben is Back als Holly Burns
- 2018: Homecoming (Fernsehserie, 10 Episoden) als Heidi Bergman
- 2022: Ticket ins Paradies als Georgia Cotton
- 2023: Leave the World Behind als Amanda Sandford

Für Queen Latifah
- 2006: Ice Age 2 – Jetzt taut’s als Ellie, das Mammut
- 2009: Ice Age 3 – Die Dinosaurier sind los als Ellie, das Mammut
- 2011: Ice Age – Eine coole Bescherung als Ellie, das Mammut
- 2012: Ice Age 4 – Voll verschoben als Ellie, das Mammut
- 2016: Ice Age 5 – Kollision voraus! als Ellie, das Mammut
- 2022: Ice Age – Die Abenteuer von Buck Wild als Ellie, das Mammut

Für Calista Flockhart
- 1997–2002: Ally McBeal (Fernsehserie, 112 Episoden) als Ally McBeal
- 2003: Gefühle, die man sieht – Things You Can Tell als Christine Taylor
- 2005: Fragile als Amy Nicholls
- 2006–2011: Brothers & Sisters (Fernsehserie, 109 Episoden) als Kitty Walker
- 2016–2018, 2021: Supergirl (Fernsehserie, 27 Episoden) als Cat Grant

Für Susanna Thompson
- 1996: Flucht aus Atlantis als Grace
- 2012–2020: Arrow (Fernsehserie, 48 Episoden) als Moira Queen
- 2016–2018: Timeless (Fernsehserie, 12 Episoden) als Carol Preston

Für Laura Dern
- 1990: Wild at Heart – Die Geschichte von Sailor und Lula als Lula
- 1991: Die Lust der schönen Rose als Rose

Für Joanna Pacuła
- 1990: Zum Töten freigegeben als Leslie
- 1992: Tödlicher Virus als Dr. Lena Poole

Für Kathleen Wilhoite
- 1990: Everybody Wins als Amy
- 1992: Lorenzos Öl als Deirdre Murphy

Für Sharon Stone
- 1991: Keiner kommt hier lebend raus als Kiki
- 1991: Sleeping Dogs – Tagebuch eines Mörders als Serena Black

Für Annabella Sciorra
- 1991: Jungle Fever als Angie Tucci
- 1993: Mr. Wonderful als Leonora

Für Rebecca De Mornay
- 1991: Späte Leidenschaft als Flo
- 2010: Mother’s Day – Mutter ist wieder da als Natalie „Mama“ Koffin

Für Sherilyn Fenn
- 1993: Boxing Helena als Helena
- 1993: Crazy Instinct – Allein unter Idioten als Laura Lincolnberry

Für Catherine Zeta-Jones
- 1993: Und ewig schleichen die Erben als Kitty
- 1996: Das Phantom als Sala

Für Jamie Lee Curtis
- 1994: Tödliche Absichten als Judith „Jude“ Madigan
- 1994: True Lies – Wahre Lügen als Helen Tasker

Für Marisa Tomei
- 1994: Schlagzeilen – Je härter, desto besser als Martha Hackett
- 2014: Liebe geht seltsame Wege als Kate Hull

#### Filme
- 1987: Für Julie Jézéquel in Ein unzertrennliches Gespann als Serviererin
- 1990: Für Bridget Fonda in Roger Cormans Frankenstein als Mary Wollstonecraft Godwin (Mary Shelley)
- 1990: Für Sofia Coppola in Der Pate 3 als Mary Corleone
- 1991: Für Lolita Davidovich in Der Innere Kreis als Anastasia
- 1993: Für Binnie Barnes in Broadway Melodie 1938 als Caroline Whipple
- 1994: Für Mary Stuart Masterson in Bad Girls als Anita Crown
- 1994: Für Glenne Headly in Allein mit Dad & Co als Detective Theresa Walsh
- 1997: Für Debi Mazar in Casper – Wie alles begann als Angie Lyons
- 1997: Für Julianne Moore in Vergessene Welt: Jurassic Park als Dr. Sarah Harding
- 1999: Für Sheryl Lee in Ein Hoffnungsvoller Nachwuchskiller als Angelica Chaste
- 2000: Für Penelope Ann Miller in Mary Kay Letourneau – Eine verbotene Liebe als Mary Kay Letourneau
- 2002: Für Pernilla August in Star Wars: Episode II – Angriff der Klonkrieger als Shmi Skywalker-Lars
- 2007: Für Rowena King in Das Beste kommt zum Schluss als Angelica
- 2021: Für Kikuko Inoue in Words Bubble Up Like Soda Pop als Tsubaki Fujiyama
- 2023: Für Nia Long in Missing als Grace Allen

#### Serien
- 1989–1991: Für Carrington Garland in California Clan als Kelly Capwell
- 1990–1995: Für Janine Turner in Ausgerechnet Alaska als Maggie O’Connell
- 1992: Für April Winchell in Goofy und Max als Karla
- 2012: Für Alexa Maria Surholt in In aller Freundschaft als „Verena Cornelius“ in Folge 567: Keine halben Sachen
- 2012–2015: Für Essie Davis in Miss Fishers mysteriöse Mordfälle als Phryne Fisher
- 2013: Für Wendi McLendon-Covey in Die Goldbergs als Beverly Goldberg
- 2014–2020: Für Lisa Kudrow in BoJack Horseman als Wanda Pierce
- 2017: Computer 1-4-3 in Beutolomäus und der wahre Weihnachtsmann
- 2017–2023: Für Mädchen Amick in Riverdale als Alice Cooper
- 2017: Für Stacey DePass in Die ZhuZhus als Ellen Pamplemousse
- 2017–2020: Für Lise Baastrup in Rita als Hjørdis
- 2017–2024: Bordcomputer der USS Discovery in Star Trek: Discovery
- 2018: Für Carrie Coon in The Sinner als Vera Walker
- seit 2018: Für Mircea Monroe in The Rookie als Isabel Bradford
- 2018–2025: Für Vanessa Rubio in Cobra Kai als Carmen Diaz
- 2020: Für Vanessa Rubio in Chilling Adventures of Sabrina als Nagaina
- 2021: Für Amy Aquino in The Falcon and the Winter Soldier als Dr. Christina Raynor
- 2022: Navy CIS: L.A. für Cindy Dolenc als Ryan Logue

#### Videospiele
- 2023: Cyberpunk 2077: Phantom Liberty als Rosalind Myers

## Theater
- 1985: Wladimir Tendrjakow: Sechzig Kerzen (Schülerin) – Regie: Barbara Abend (Theater im Palast Berlin)
- 1988: Bertolt Brecht: Die Mutter (Pawels Genossin) – Regie: Manfred Wekwerth/Joachim Tenschert (Berliner Ensemble)

## Hörspiele und Features (Auswahl)
- 1987: Brüder Grimm: Drosselbart (Prinzessin) – Regie: Maritta Hübner (Kinderhörspiel – Rundfunk der DDR)
- 1987: Brüder Grimm: Brüderchen und Schwesterchen (Schwesterchen) – Regie: Maritta Hübner (Kinderhörspiel – Litera)
- 1988: Thomas Rosenlöcher: Das Gänseblümchen (Katze) – Regie: Werner Grunow (Kinderhörspiel – Rundfunk der DDR)
- 1988: Hans Siebe: Porzellan (Gina Wilms) – Regie: Achim Scholz (Kriminalhörspiel – Rundfunk der DDR)
- 1988: Carlos Cerda: Kein Reisender ohne Gepäck (Elvira) – Regie: Fritz Göhler (Hörspiel – Rundfunk der DDR)
- 1988: Joachim Goll: Geschenkt ist geschenkt (Susi) – Regie: Werner Grunow (Hörspiel – Rundfunk der DDR)
- 1989: Annelies Schulz: Die Feuerprinzessin (Feuerprinzessin) – Regie: Manfred Täubert (Kinderhörspiel – Rundfunk der DDR)
- 1989: Gerhard Rentzsch: Szenen vom Lande – Regie: Karlheinz Liefers (Hörspielreihe: Augenblickchen Nr. 1 – Rundfunk der DDR)
- 1989: Ursula Ullrich: Traumpferdreiten oder: Wo kommen bloß die Babies her? (Frau Hellmann) – Regie: Karin Lorenz (Kinderhörspiel – Litera)
- 2004: Arthur Conan Doyle: Sherlock Holmes 6 – Das Tal der Furcht (Maritim)
- 2006: Star Wars 6-CD Hörspielbox: Episoden I-VI, Box-Set, Label: Folgenreich (Universal)
  - 2018: Star Wars: Die Dunkle Bedrohung (Das Original-Hörspiel zum Kinofilm), BookBeat
  - 2020: Star Wars – Angriff der Klonkrieger. (Das Original-Hörspiel zum Kinofilm), Audible
- 2008: Steffi Mannschatz: Schöner, stiller Gefährte der Nacht (Mondbetrachtungen) – Regie: Nikolai von Koslowski (Feature – MDR)
- Seit 2009: Geisterjäger John Sinclair (Sheila Conolly) – Regie: Dennis Ehrhardt
- 2011–2014: Bernhard Hennen: Die Elfen (Elfenkönigin Emerelle) – Regie: Dennis Ehrhardt
- 2017: Blood Red Sandman (Wolfy-Office) – Regie: Kim Jens Witzenleiter[3]
- 2018: Die drei ??? – Im Reich der Ungeheuer (Charmayne Robertson) – Regie: Heikedine Körting
- 2022: In 80 Tagen um die Welt (Das Original-Hörspiel zum Kinofilm), Edelkids Verlag & BookBeat (In 80 Tagen um die Welt 2021)

## Hörbücher (Auswahl)
- 2014: Diana Gabaldon: Ein Schatten von Verrat und Liebe, Random House Audio, ISBN 978-3-8371-2397-5
- 2018: Anne Jacobs: Stürmische Zeiten (Audible)
- 2019: Anne Jacobs: Das Gutshaus – Zeit des Aufbruchs, Random House Audio, ISBN 978-3-8371-4731-5
- 2021: Cheryl Rickman: Das kleine Hörbuch der Leichtigkeit: Einfach mehr Freude und Gelassenheit ins Leben bringen, Random House Audio, ISBN 978-3-8371-5591-4
- 2022: Kitty Guilsborough: Das kleine Hörbuch vom Vergeben: Loslassen, was uns verletzt, und innere Freiheit gewinnen, Random House Audio, ISBN 978-3-8371-5742-0
- 2023: End of Men von Christina Sweeney-Baird, Der Hörverlag, ISBN 978-3-8445-5022-1 (u. a. mit Tanja Fornaro, Nina Reithmeier und Björn Schalla)
- 2024: Amy Neff: Warte auf mich am Meer, der Hörverlag, ISBN 978-3-8445-5180-8 (Hörbuch Download, Roman, mit Richard Barenberg, Maria Koschny, Nicholas Mockridge & Lydia Herms)